# Куран, Поль
Поль Куран (фр. Paul Courant; род. 1 ноября 1949, Тинен, Брабант) — бельгийский футболист, полузащитник.

## Карьера

### Клубная карьера
Во взрослом футболе дебютировал в 1966 году в клубе «Тинен-Хагеланд», с которым на протяжении трёх сезонов выступал в третьем бельгийском дивизионе. В 1969 году перешёл в «Льеж», с которым стал выступать в национальном чемпионате.
В 1976 году Куран перешёл в другой бельгийский клуб «Брюгге», с которым ему трижды удавалось выиграть титул национального чемпиона. В 1981 году покинул команду и присоединился к клубу «Серкль Брюгге», с которым в сезоне 1984/85 завоевал Кубок Бельгии. Завершил карьеру футболиста в 1987 году в клубе «Юнион», за который играл с 1985 года.

### Карьера в сборной
В 1975 году дебютировал в официальных матчах в составе национальной сборной Бельгии. Свой единственный гол за сборную Куран забил 3 сентября 1977 года в ворота сборной Исландии. Всего в составе национальной команды принял участие в шести матчах.

## Достижения
«Брюгге»
- Чемпион Бельгии: 1976/77, 1977/78, 1979/80

«Серкль Брюгге»
- Обладатель Кубка Бельгии: 1984/85